# Myopina myopina
Myopina myopina är en tvåvingeart som först beskrevs av Fallen 1824.  Myopina myopina ingår i släktet Myopina och familjen blomsterflugor. Arten är reproducerande i Sverige. Inga underarter finns listade i Catalogue of Life.